# Cape Couture
Cape Couture är en udde i Australien. Den ligger i delstaten Western Australia, omkring 820 kilometer norr om delstatshuvudstaden Perth.
Trakten är glest befolkad. Det finns inga samhällen i närheten. 
Klimatförhållandena i området är arida. Genomsnittlig årsnederbörd är 183 millimeter. Den regnigaste månaden är juni, med i genomsnitt 51 mm nederbörd, och den torraste är oktober, med 2 mm nederbörd.